# Robert Lüdtge
Robert Lüdtge (* 11. September 1845 in Berlin; † 21. September 1880 in Neuendorf bei Potsdam) war ein deutscher Physiker und Erfinder eines elektrischen Mikrofons.
Lüdtge entstammte einer Fabrikantenfamilie, er studierte in Berlin und promovierte über ein Thema aus dem Bereich Magnetismus. Nachdem er mehrere Jahre als Physiker in der Industrie gearbeitet hatte, übernahm er das „Mikroskopische Aquarium des Dr. Zenker“, eine Art Institut für naturwissenschaftliche Demonstrationen. 1878 ließ sich Lüdtge ein Mikrofon patentieren. Sein Funktionsprinzip war die durch Schallwellen verursachte Änderung des Übergangswiderstandes zweier sich berührender Metallplatten, oder auch einer Platte und eines metallischen Stiftes. Das Mikrofon wurde tatsächlich produziert und für Haustelefonverbindungen eingesetzt. Das Patent Lüdtges verfiel zwei Jahre nach seinem frühen Tod und das Kohlemikrofon David Edward Hughes’, 1878 von diesem vorgestellt und nach dem gleichen Prinzip arbeitend, ließ die Erfindung Lüdtges schnell in Vergessenheit geraten, zumal Hughes auf die Patentierung seiner Erfindung ausdrücklich verzichtet hatte.
| Personendaten    | Personendaten         |
| ---------------- | --------------------- |
| NAME             | Lüdtge, Robert        |
| KURZBESCHREIBUNG | deutscher Physiker    |
| GEBURTSDATUM     | 11. September 1845    |
| GEBURTSORT       | Berlin                |
| STERBEDATUM      | 21. September 1880    |
| STERBEORT        | Neuendorf bei Potsdam |